# Omega-3 zsírsavak
Az n−3 zsírsavak (amelyeket gyakran ω−3 zsírsavakként vagy ómega-3 zsírsavakként is emlegetnek) olyan telítetlen zsírsavak, melyekben az utolsó telítetlen szén-szén kettős kötés az n−3 pozícióban található; azaz a zsírsav láncvégi metilcsoportjától 3 kötésnyire.
Az esszenciális n−3 zsírsavak közé tartoznak a többszörösen telítetlen alfa-linolénsav (ALA), eikozapentaénsav (EPA), és dokozahexaénsav (DHA). Az emberi szervezet nem képes az n−3 zsírsavak de novo szintézisére, de a 18-as szénatomszámú n−3 zsírsav alfa-linolénsavból elő tud állítani 20 és 22 szénatomos n−3 zsírsavakat (például EPA-t illetve DHA-t).

## Történeti áttekintés
Bár az 1930-as évektől ismert, hogy az ómega-3 zsírsavak a normális növekedéshez és az egészséghez feltétlenül szükségesek, ennek tudatos kihasználása csak az utóbbi pár évben nőtt meg jelentősen. A tradicionális termékekhez képest mint nagymértékben tisztított és jóval hatásosabb termékek, az ómega-3 zsírsavak etil észterei jelentek meg, mint például az E-EPA vagy az E-EPA és E-DHA kombinációja. Az USA-ban ezek az új termékek csak receptre, míg az EU egyes országaiban étrend-kiegészítőként kaphatók.
A hosszú szénláncú ómega-3 zsírsavak – DHA és EPA – jótékony hatásai közül a legismertebb a szív- és érrendszerre gyakorolt hatás, amelyet az 1970-es években ismertek fel a kutatók a grönlandi inuitok (eszkimók) tanulmányozásakor. Az inuitok nagyon sok, tengeri állatokból származó zsiradékot fogyasztanak, de ennek ellenére gyakorlatilag ismeretlen körükben a kardiovaszkuláris megbetegedés. Az ezekben a zsírokban nagy mennyiségben előforduló ómega-3 zsírsavak csökkentik a trigliceridszintet, a pulzusszámot, a vérnyomást és az érelmeszesedést.
2004. szeptember 8-án az amerikai Élelmiszer és Gyógyszer Hivatal (Food and Drug Administration) elismerte az eikozapentaénsav (EPA), a dokozahexaénsav (DHA) és az ómega-3 zsírsavak gyógyhatását, kijelentve, hogy „alátámasztó, de nem döntő kutatások bizonyítják, hogy az EPA, DHA és n'-3 zsírsavak fogyasztása csökkenti a szívbetegségek kockázatát.” Jelenleg az engedélyező hatóságok szerint nincs elegendő bizonyíték – a szív- és érrendszeri hatáson kívül – a DHA és az EPA további javasolt előnyös tulajdonságaira, és minden további indikációt óvatosan kell kezelni.
Ahogy bővültek az ismeretek az ómega-3 zsírsavak az egészség megőrzésében betöltött szerepével kapcsolatban, úgy nőtt az ómega-3 zsírsavakkal dúsított élelmiszeripari termékek száma. Sok cég halolajjal vagy lenolajjal dúsítja a termékét, növelve annak ómega-3 tartalmát. Néhány állati termék, például a tej és a tojás ómega-3 zsírsavtartalma természetes úton is növelhető, ha az állatokat ómega-3 zsírsavakban gazdag takarmánnyal etetjük.

## Kémia

Az alfa-linolénsav (ALA) kémiai szerkezete (18:3Δ9c,12c,15c, azaz a lánc 18 szénatomból áll és 3 kettős kötést tartalmaz a 9., 12. és 15. szénatomokon). Bár a vegyészek a szénatomokat a karbonil széntől számozzák (kék számozás), a fiziológusok az n (ω) szénatomtól kezdik a számolást (piros számozás). Figyeljük meg, hogy az n végtől számolva (az ábra jobb oldalától) az első kettős kötés a harmadik szén-szén kötés, innen az n-3 elnevezés. Ez azzal magyarázható, hogy az n vég szinte soha nem változik meg az emberi szervezetben lejátszódó fiziológiai átalakulások során

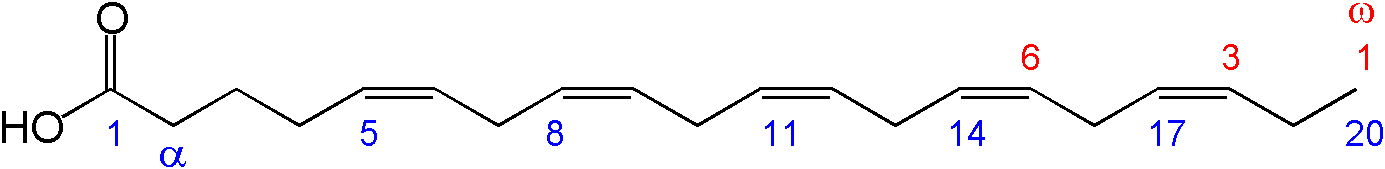
Az eikozapentaénsav (EPA) szerkezete

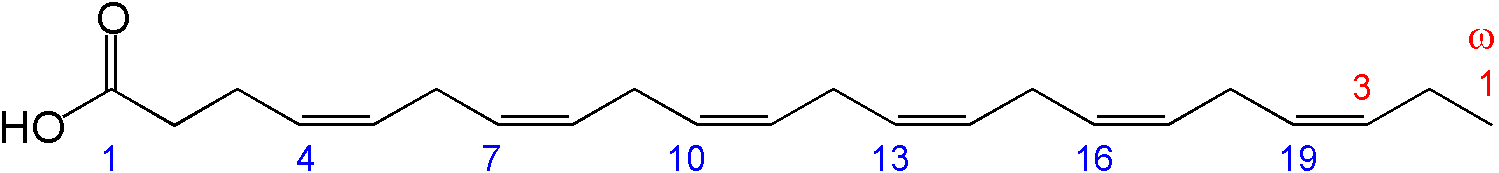
A dokozahexaénsav (DHA) szerkezete

Az n−3 kifejezés (melyet ω−3-ként vagy omega-3-ként is emlegetnek) határozza meg, hogy az első kettős kötés a szénláncvégi metilcsoporthoz képest a harmadik.
A táplálkozásban fontos szerepet betöltő n−3 zsírsavak: alfa-linolénsav (18:3, n−3; ALA), eikozapentaénsav (20:5, n−3; EPA) és dokozahexaénsav (22:6, n−3; DHA). Ez a három többszörösen telítetlen vegyület rendre 3, 5 vagy 6 kettős kötést tartalmaz 18, 20 vagy 22 szénatomból álló szénláncban. Valamennyi kettős kötés cisz konfigurációjú, azaz a két hidrogénatom a kettős kötés ugyanazon oldalán helyezkedik el.

### n−3 zsírsavak
A táblázat összefoglalja a természetben leggyakrabban előforduló n−3 zsírsavak különböző elnevezéseit.
| Köznapi név                   | Lipid név  | Kémiai név                                   |
| ----------------------------- | ---------- | -------------------------------------------- |
| n/a                           | 16:3 (n−3) | all-cis-7,10,13-hexadecatrienoic acid        |
| alfa-linolénsav (ALA)         | 18:3 (n−3) | all-cis-9,12,15-octadecatrienoic acid        |
| sztearidonsav (STD)           | 18:4 (n−3) | all-cis-6,9,12,15-octadecatetraenoic acid    |
| eikozatrién sav (ETE)         | 20:3 (n−3) | all-cis-11,14,17-eicosatrienoic acid         |
| eikozatetraénsav (ETA)        | 20:4 (n−3) | all-cis-8,11,14,17-eicosatetraenoic acid     |
| eikozapentaénsav (EPA)        | 20:5 (n−3) | all-cis-5,8,11,14,17-eicosapentaenoic acid   |
| dokozapentaénsav (DPA)        | 22:5 (n−3) | all-cis-7,10,13,16,19-docosapentaenoic acid  |
| dokozahexaénsav (DHA)         | 22:6 (n−3) | all-cis-4,7,10,13,16,19-docosahexaenoic acid |
| tetrakozapentaénsav           | 24:5 (n−3) | all-cis-9,12,15,18,21-docosahexaenoic acid   |
| tetrakozahexaénsav (Nizinsav) | 24:6 (n−3) | all-cis-6,9,12,15,18,21-tetracosenoic acid   |

## Élettani hatások
A 18 szénatomos alfa-linolénsav esetén nem mutatták ki a DHA-t és EPA-t jellemző szív- és érrendszeri pozitív hatásokat. Ugyanakkor számos olyan termék van a piacon, amelyet omega-3 tartalmára hivatkozva egészségre jótékony hatásúként reklámoznak, de csak alfa-linolénsavat (ALA) tartalmaznak, DHA-t vagy EPA-t nem. Ezek a termékek általában nagyobb mennyiségben tartalmaznak növényi zsírokat, amelyeket a szervezetnek kell átalakítania DHA-vá, így kevésbé tekinthetők hatásosnak. A DHA-t és az EPA-t a tengerekben élő mikroalgák állítják elő. Ezeket a halak elfogyasztják, és felhalmozzák szervezetükben.
Az omega-3 zsírsavak segíthetnek a bőr egészségének megőrzésében, illetve a különböző bőrproblémák (pl. ekcéma) leküzdésében. Csecsemőkorban az omega-3 fontos szerepet tölt be a normális szellemi fejlődés elősegítésében. Az omega-3 minden életkorban alkalmazható immunerősítőként, ugyanakkor segít a jó emlékezőképesség megőrzésében is. depresszió esetén természetes segítség lehet, mert kutatók bizonyították, hogy az omega-3 zsírsavak hiánya az agy működésében zavarokat okozhat, csökkentheti a stresszhelyzetek kezelésére irányuló képességet.
Klinikai vizsgálatok bizonyították, hogy az omega-3 zsírsav enyhíti a reumatoid artrítisz tüneteit, a betegséget azonban nem gyógyítja. Emellett csökkenti a magas vérnyomást, véd a makuladegenerációtól és csökkenti a menstruációs fájdalmakat. Az omega-3 zsírsavak ajánlottnál kevesebb bevitele növeli a demencia és az Alzheimer-kór kialakulásának esélyét.

## Tápanyagforrások

### Napi bevitel
Az omega-3 zsírsavak ajánlott napi bevitele 1,6 gramm/nap férfiak, és 1,1 gramm/nap nők esetén. Az utóbbi években terjedt el az élelmiszerek n−3 zsírsavakkal való dúsítása, például n−3-mal dúsított kenyér, majonéz, pizza, joghurt, narancslé, tej és tojás is kapható.

### Hal
A legszélesebb körűen elérhető EPA és DHA források a különböző hidegvízi halfajták: a lazac, a hering, a makréla, a szardella és a szardínia. Az ezekből a halakból származó olaj körülbelül kétszer annyi n-3, mint n-6 zsírsavat tartalmaz. Más halak, például a tonhal szintén tartalmaznak n-3 zsírsavakat, de kisebb arányban. Bár a halak értékes forrásai az n-3 zsírsavaknak, azt nem maguk állítják elő, hanem a táplálékukul szolgáló algákból vagy planktonokból nyerik.

### Növényi források

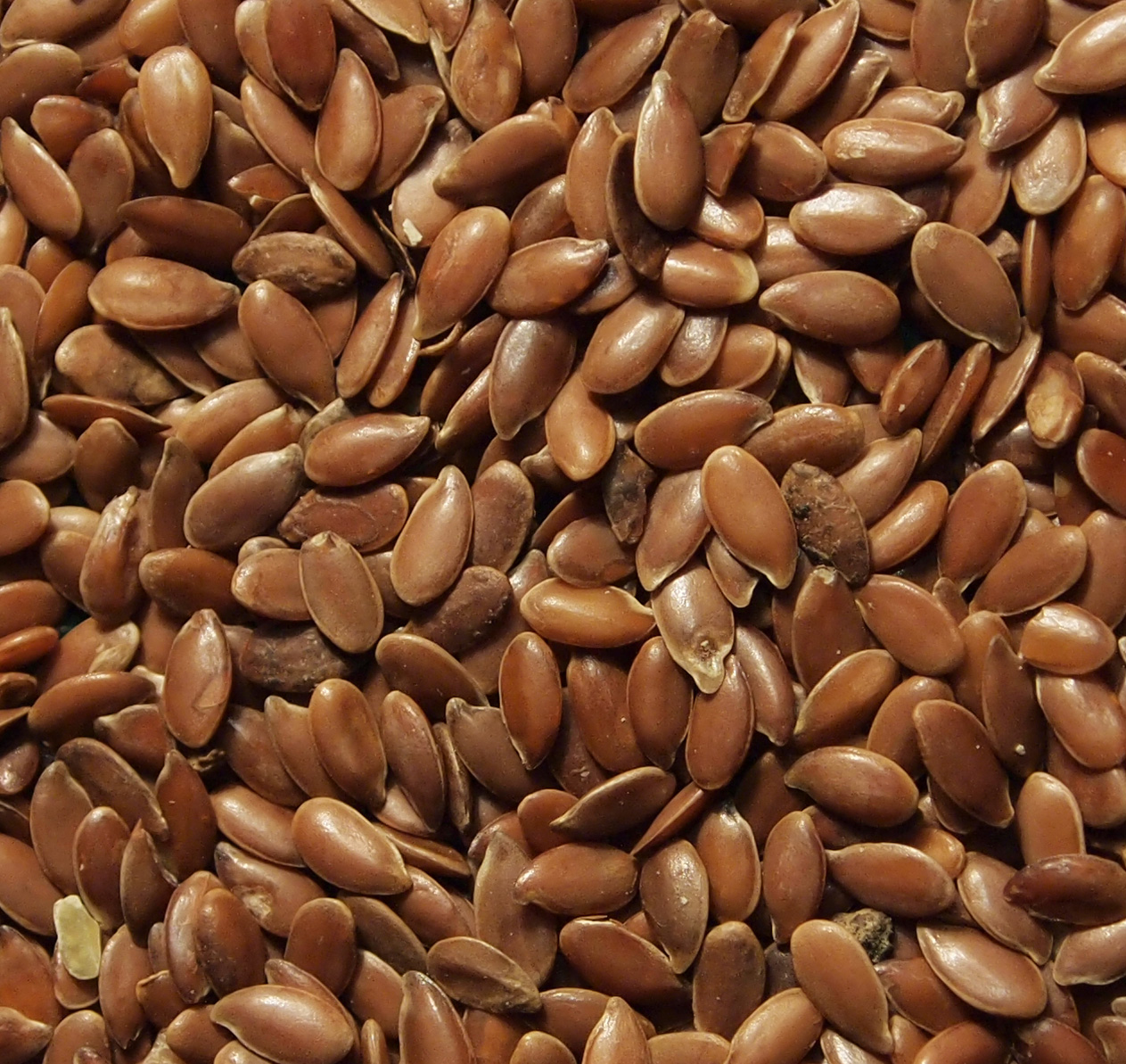
A lenmagolajnak nagyon magas az n-3 tartalma

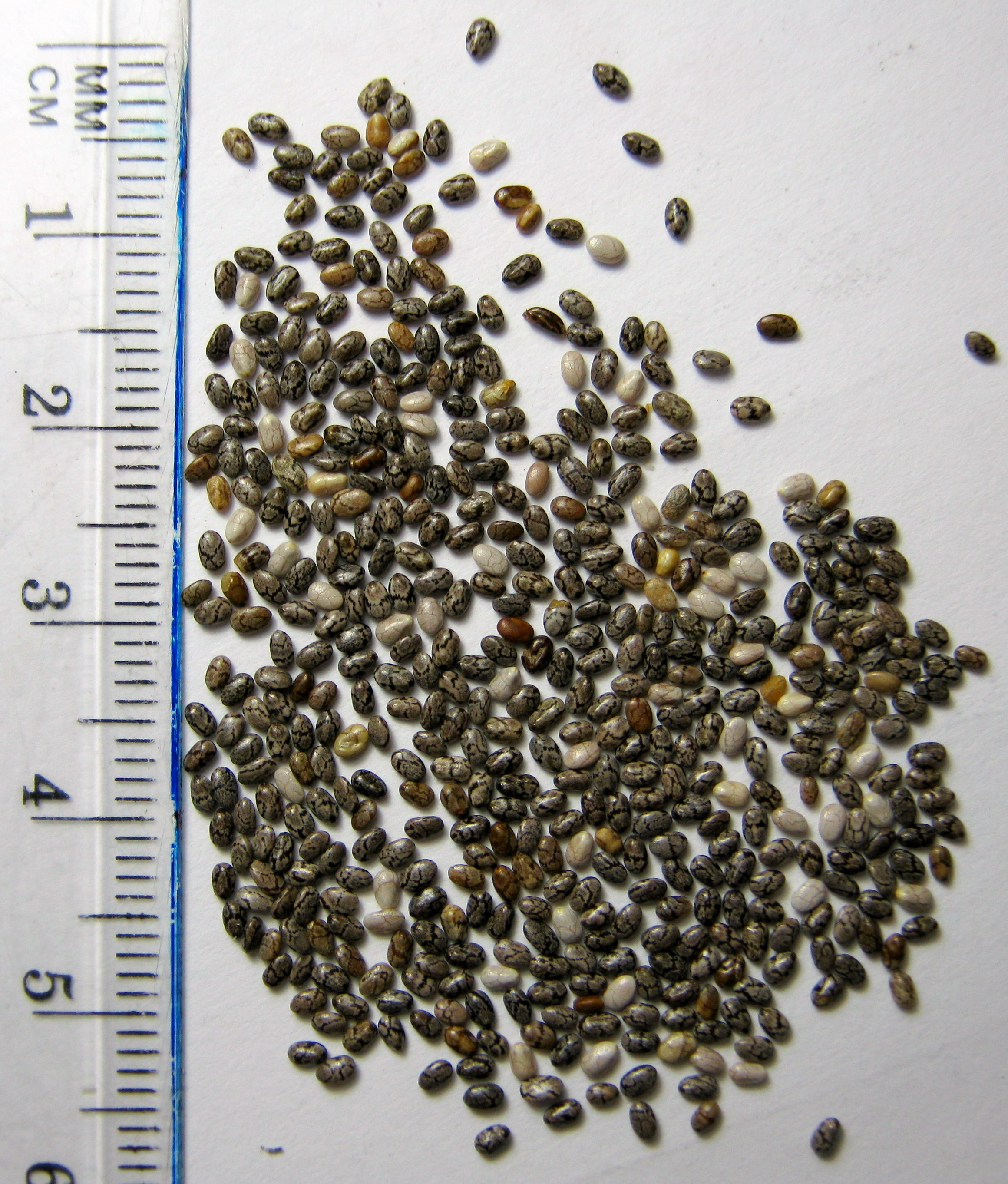
Az azték zsálya (chia) magnak szintén magas az omega-3 tartalma

A len hatszor annyi n-3-at tartalmaz, mint a legtöbb halolaj. A len, illetve a lenmag (Linum usitatissimum) olaja valószínűleg a legszélesebb körben elérhető növényi n-3 forrás. A lenolaj kb. 55% ALA-t tartalmaz, a len körülbelül háromszor annyi n-3-t tartalmaz, mint n-6-ot. 15 g lenmagolaj körülbelül 8 gramm ALA bevitelt jelent, amit a szervezet 5-10% illetve 2-5%-os hatékonysággal alakít EPA-vá illetve DHA-vá.
1. táblázat A különböző magvakból sajtolt olajak n−3 tartalma ALA-ban kifejezve.
| Köznapi név  | Alternatív név | rendszertani név      | % n−3 |
| ------------ | -------------- | --------------------- | ----- |
| Chia         | chia zsálya    | Salvia hispanica      | 64    |
| Kivi         | Kínai egres    | Actinidia chinensis   | 62    |
| Perilla      | shiso          | Perilla frutescens    | 58    |
| Len          | lenmag         | Linum usitatissimum   | 55    |
| Vörösáfonya  | Vörösáfonya    | Vaccinium vitis-idaea | 49    |
| Gomborka     | Sárgarepce     | Camelina sativa       | 36    |
| Porcsin      | Portulaca      | Portulaca oleracea    | 35    |
| Fekete málna |                | Rubus occidentalis    | 33    |

2. táblázat Az elfogyasztott étel n−3 tartalma ALA-ban kifejezve.
| Köznapi név | rendszertani név    | % n−3 |
| ----------- | ------------------- | ----- |
| Len         | Linum usitatissimum | 18,1  |
| Szürke dió  | Juglans cinerea     | 8,7   |
| Kendermag   | Cannabis sativa     | 8,7   |
| Dió         | Juglans regia       | 6,3   |
| Pekándió    | Carya illinoinensis | 0,6   |
| Mogyoró     | Corylus avellana    | 0,1   |

### Tojás
Zöldtakarmánnyal és rovarokkal táplált tyúkok nagyobb n-3 zsírsav (nagyrészt ALA) tartalmú tojást tojnak, mint a kukoricával vagy szójával etetett tyúkok  Rovarok és zöldtakarmányok mellett, halolajnak a takarmányhoz adásával is növelhetjük a zsírsavak mennyiségét a tojásokban.
Sok alfa-linolénsavat tartalmazó lent vagy repcét adva a tyúkok takarmányához szintén növelhetjük a tojások omega-3 tartalmát.

### Hús
A zöldtakarmánnyal etetett szarvasmarha n−6 n−3 aránya körülbelül 2:1, így alkalmasabb n-3 forrás, mint a szemestakarmánnyal etetett szarvasmarha, amelynél ugyanez az arány jellemzően 4:1.
A csirkehús omega-3 zsírsav tartalma növelhető n-3-ban gazdag szemestakarmányoknak, pl. len, és repce adásával.

### Egyéb források
A zöldtakarmánnyal etetett szarvasmarhák teje és az ebből készült sajt szintén jó n−3 forrás lehet.
A Crypthecodinium cohnii és Schizochytrium mikroalgák gazdag DHA-források és kereskedelmi méretekben tenyészthetők bioreaktorokban. Ez az egyetlen vegetarianusok számára is elfogadható DHA-forrás. A barna alga (tengeri moszat) olaja EPA-t tartalmaz. A dió az egyik olyan dióféle, amely jelentősebb mennyiségben tartalmaz n−3 zsírsavat és n−3:n−6 aránya kb. 1:4. Az Acai pálma termése szintén tartalmaz n−3 zsírsavakat.

## Az ómega−6 és ómega-3 zsírsavak aránya
Klinikai vizsgálatok

 támasztják alá, hogy az elfogyasztott n−6 és n−3  zsírsavak aránya (különösen a linolénsavé és az alfa-linolénsavé) fontos a szív és érrendszer egészsége szempontjából. Ugyanakkor két 2005-ös, illetve 2007-es tanulmány nem talált ilyen összefüggést.
Mind az n−6, mind az n−3 zsírsavak esszenciálisak, tehát alapvető fontosságúak az emberi táplálkozásban. Az n−6 és n−3 zsírsavak ugyanazoknak a metabolikus enzimeknek a szubsztrátjai, így az arányuk jelentősen befolyásolja a keletkező eikozanoidok (hormonok) arányát (pl. prosztaglandinok, leukotriének, tromboxánok stb.), és megváltoztatja a szervezet metabolizmusát. Általában a zöldtakarmányon tartott állatok több n-3 zsírsavat halmoznak fel, mint a szemestakarmányon tartottak, melyek nagyobb arányban raktároznak n-6 zsírsavakat. Az n-6 zsírsavak metabolitjainak (különösen az arachidonsavnak) gyulladáskeltő hatása jelentősebb, mint az n-3 zsírsavakéi. Emiatt szükséges, hogy ezeket a többszörösen telítetlen zsírsavakat kiegyensúlyozott mennyiségben fogyasszuk; az egészséges n-6:n-3 arány 1:1-től 4:1-ig terjed, vagyis maximum négyszer több n-6 ajánlott, mint amennyi n-3 zsírsavat fogyasztunk. A nyugati étrendben jellemzően tízszer, harmincszor több az n-6. A leggyakrabban használt olajok n−6:n−3 zsírsav aránya például: repceolaj 2:1, szójaolaj 7:1, olívaolaj 3–13:1, napraforgóolaj (nem tartalmaz n−3-at), lenmagolaj 1:3, gyapotmagolaj (alig tartalmaz n−3-at), földimogyoró-olaj (nem tartalmaz n−3-at) és kukoricaolaj 46:1.
Kanadában 1993-ban megjelent Udo Erasmus könyve, a ”Fats that heal, fats that kill”. Ez jelentősen hozzájárult a kenderolaj átértékeléséhez. A könyv szerzője elismert szakértője a táplálkozástudománynak, különösen az esszenciális zsírsavak terén.
Könyvében a kendermagolajat nemcsak a többszörösen telítetlen zsírsavak, és ezen belül az esszenciális zsírsavak gazdag forrásának tekinti, hanem kiemeli annak ideális (3:1) linol- és linolénsav arányát is (Erasmus, 1993; Wirthshafter, 1995; Deferne és Pate, 1996). Az emberi szervezet megfelelő anyagcseréjéhez éppen ez az arány szükséges. Erasmus (1993) a kenderolajat a „legtökéletesebben kiegyensúlyozott, az esszenciális zsírsavakban gazdag természetes olajnak” nevezi. Felhívja a figyelmet a transz-zsírsavak veszélyeire, és kidolgozza az olajok adagolását, amelyet alkalmazva szerinte leküzdhetők bizonyos betegségek.
Könyvével egy időben jelent meg Andrew Weil (1993) „Therapeutic Hemp Oil” című cikke. A kenderolaj abban az időben teljesen új termékként jelent meg az amerikai piacon, és Weil rámutatott a kenderolaj előnyeire a len- vagy a halolajjal szemben. Az utóbbinál toxikus szennyeződéstől is tartott. A lenolajat mint táplálékkiegészítőt azoknak a pácienseknek javasolta, akik autoimmun rendellenességektől, artritisztől vagy gyulladásoktól szenvedtek, de a betegeknek több mint a fele nem tudta elviselni a lenolaj ízét. Ehelyett Weil a kenderolaj fogyasztását javasolta, amely nemcsak kedvezőbb zsírsavösszetétellel rendelkezik, de ízletesebb is.
Kanada és Amerika után, ahol a kendertermesztés a mai napig is tiltott* (*Forrás: Finta Zuzana : A kender olajtartalom-növelésének hatása a zsírsavösszetétel és a fontosabb agronómiai tulajdonságok alakulására. Doktori (Phd) értekezés, 2012. évi), Európában is elkezdődött a kenderolaj kutatása. Kralovánszky és Mathné-Shill (1994) 12 faj zsírsavösszetételét hasonlította össze.
A kendermagolaj zsírsavösszetételének (%) összehasonlítása más növényfajokéval (Kralovánszky és Mathné-Shill 1994 alapján): 
| Zsírsavak             | pálmamagolaj | olivaolaj | földimogyoróolaj | gyapotmagolaj | napraforgóolaj | repceolaj | szójaolaj | búzacsíraolaj | kukoricacsíraolaj | tökmagolaj | lenmagolaj | kendermagolaj |
| Palmitinsav (C16:0)   | 8            | 12        | 10               | 22            | 7              | 4,5       | 10        | 7             | 10,5              | 16         | 7          | 5,6           |
| Palmitolajsav (C16:1) |              | 1,5       |                  | 2             |                | 0,3       |           |               | 0,5               | 1          |            | 0,3           |
| Sztearinsav (C18:0)   | 3            | 2,5       | 3                | 5             | 5              | 1,3       | 4         | 1             | 2,5               | 5          | 4          | 2,6           |
| Olajsav (C18:1 ω9)    | 14           | 76        | 55               | 19            | 23             | 58        | 21        | 20            | 32,5              | 24         | 18         | 11            |
| Linolsav (C18:2ω6)    | 3            | 7,5       | 25               | 50            | 63             | 24        | 56        | 52            | 52                | 54         | 14         | 59            |
| Linolénsav (C18:3ω3)  |              | 1         | 0                | 0             | 1              | 9         | 8         | 10            | 1                 | 1          | 58         | 19            |
| Arachidinsav (C20:0)  |              | 0,5       | 2                | 1             | 1              | 0,5       | 1         |               | 0,5               |            |            | 1,9           |

Az elterjedtebb étolajak közül a kenderolaj rendelkezik a legnagyobb esszenciális zsírsav-, linol (ω6) és LNA (ω3) tartalommal, melyek aránya nagyjából 3:1. A 14-nél rövidebb szénláncú telített zsírsavak csak a pálmaolajban találhatók. Mirisztinsav a pálmaolaj mellett csak a gyapotmagolajban van, a kenderben csupán nyomokban fordul elő. Ez az analízis sokkal részletesebb az Erasmus (1993) által közölteknél, és a vizsgált növényfajok is mások. Ő is 12-féle olaj összetételét vizsgálta, de csak öt zsírsavarányát közölte.
Az utóbbi évtizedekben jelentősen megnőtt az atópiás megbetegedések (asztma, allergiás rhinitis és atópiás dermatitis) előfordulási gyakorisága a fejlett országokban, kialakult egy nézet, mely szerint ebben az n-6 és n-3 zsírsavak fogyasztásának eltolódott aránya is közrejátszhat. A jelenleg rendelkezésre álló adatok alapján nem támasztható alá az a vélemény, miszerint az atópiás megbetegedések kialakulásának kockázata szempontjából az ómega-3 zsírsavak fokozott bevitele védő, az ómega-6 zsírsavak bevitele pedig kedvezőtlen hatású lenne.

## Az ALA/EPA és ALA/DHA konverzió hatékonysága
Kutatási eredmények szerint az ALA EPA-vá, majd tovább DHA-vá való átalakulása az emberi szervezetben korlátozott, de egyénenként változó mértékben megy végbe. A nők ALA konverziós hatékonysága magasabb, mint a férfiaké, valószínűleg azért, mert kisebb sebességgel használják a felvett ALA-t béta-oxidációra.

## Fordítás
- Ez a szócikk részben vagy egészben  az   Omega-3 fatty acid című angol Wikipédia-szócikk fordításán alapul.  Az eredeti cikk szerkesztőit annak laptörténete sorolja fel. Ez a jelzés csupán a megfogalmazás eredetét és a szerzői jogokat jelzi, nem szolgál a cikkben szereplő információk forrásmegjelöléseként.